# Yupiltitla
Yupiltitla är en ort i Mexiko.   Den ligger i kommunen Benito Juárez och delstaten Veracruz, i den sydöstra delen av landet, 180 km nordost om huvudstaden Mexico City. Yupiltitla ligger 492 meter över havet och antalet invånare är 350.
Terrängen runt Yupiltitla är kuperad. Runt Yupiltitla är det ganska tätbefolkat, med 80 invånare per kvadratkilometer. Närmaste större samhälle är Xochiatipan de Castillo, 3,5 km väster om Yupiltitla. I omgivningarna runt Yupiltitla växer huvudsakligen savannskog.